# Notoperata tenax
Notoperata tenax là một loài Trichoptera trong họ Leptoceridae. Chúng phân bố ở miền Australasia.